# Стадион Људски врт
Стадион Људски врт (срп. Стадион Народни врт) је вишенаменски стадион лоциран на левој обали реке Драве у Марибору, Словенија.
Стадион је домаћи терен НК Марибор, а такође је и један од два главна стадиона фудбалске репрезентације Словеније. Тренутни капацитет стадиона је 12.994 места, а поред фудбала стадион је домаћин многих културних дешавања.

## Историја
Стадион је добио своје име по јавном парку у Марибору који је био засађен 1873. Парк је касније претворен у војно стрелиште до 1920. када је изграђен први фудбалски терен на том простору. Терен на данашњој локацији је изграђен 1952, док сам стадион није изграђен до 1962. Главна трибина која је изграђена 1962. је и даље најпрепознатљивији део стадиона. Главни знак трибине је 128,9 метара дугачак и 18,4 метара висок бетонски лучни кров који је заштићен од стране Словеначког завода за заштиту споменика културе. Први меч на стадиону је био квалификациони меч за улазак у Другу савезну лигу игран 25. јуна 1961. између Марибора и Младости Забок, а Марибор је победио са 3:2. Утакмица је ипак одиграна на Људском врту упркос чињеници да је главна трибина још увек била у изградњи, а разлог је био бољи квалитет терена на Људском врту него на старом стадиону Марибора.
Од тада стадион је прошао кроз четири реновирања. 1994. је реновирана главна трибина, тада је постављена и расвета. Прва ноћна утакмица одиграна је 25. августа 1994. у Купу победника купова против ФК Норма из Талина, коју је Марибор добио резултатом 10:0. Четири године касније (1998), са успешним учешћем Марибора у европском такмичењу, постављене су столице на целом стадиону и само годину дана касније је у потпуности реконструисан након пласмана Марибора у Лигу шампиона. Последње реновирање од 2006. до 2008. је било и највеће, а тада је и повећан капацитет стадиона на 12.881 места.
За локалне присталице, стадион је познат као Ногометни храм (Фудбалски храм), а сам терен као Света трава. Ово је вероватно највише због великог успеха који је клуб имао на овом стадиону, али можда и зато што се на том подручју налазило гробље пре него што је стадион изграђен.

### Капацитет
Капацитет Људског врта варира кроз историју, због реновирања, различитих сигурносних прописа и распореда седења. Иако је званичан капацитет стадиона у време СФР Југославије био око 10.000 гледалаца, чињеница да је стадион имао углавном трибине за стајање омогућавало је да на важнијим утакмицама буде и до 20.000 гледалаца.
Званични капацитет стадиона након 1991. је био 7.200, али пошто је велики део трибина и даље био стајаћи, било је могуће да на важнијим утакмицама стадион прими више од 10.000 гледалаца. Највише је било 1997. када се у последњем мечу сезоне 1996/97. на стадиону окупило 14.000 гледалаца. Када се НК Марибор квалификовао у Лигу шампиона 1999. урађена је велика реконструкција и због УЕФА сигурносних прописа постављене су столице на свим трибинама и капацитет тада је био 10.160 места.
Од 2006. до 2008. стадион је имао још једну велику реконструкцију када је капацитет повећан на 12.435 покривених седишта, што је 2010. поново повећано и тренутни капацитет стадиона је 12.994 места.

## Утакмице репрезентације
Фудбалска репрезентација Словеније је на овом стадиону одиграла следеће утакмице:
| Датум               | Такмичење                 | Држава               | Резултат | Гледалаца |
| ------------------- | ------------------------- | -------------------- | -------- | --------- |
| 27. април 1994.     | Пријатељска               | Кипар                | 3:0      | 3.000     |
| 7. септембар 1994.  | Квалификације за ЕП 1996. | Италија              | 1:1      | 6.000     |
| 16. новембар 1994.  | Квалификације за ЕП 1996. | Литванија            | 1:2      | 4.000     |
| 29. март 1995.      | Квалификације за ЕП 1996. | Естонија             | 3:0      | 3.000     |
| 14. новембар 1998.  | Квалификације за ЕП 2000. | Летонија             | 1:0      | 4.000     |
| 9. новембар 1999.   | Квалификације за ЕП 2000. | Грчка                | 0:3      | 3.000     |
| 20. август 2008.    | Пријатељска               | Хрватска             | 2:3      | 11.100    |
| 10. септембар 2008. | Квалификације за СП 2010. | Словачка             | 2:1      | 11.000    |
| 11. новембар 2008.  | Квалификације за СП 2010. | Северна Ирска        | 2:0      | 12.435    |
| 19. новембар 2008.  | Пријатељска               | Босна и Херцеговина  | 3:4      | 12.000    |
| 28. март 2009.      | Квалификације за СП 2010. | Чешка                | 0:0      | 12.435    |
| 12. август          | Квалификације за СП 2010. | Сан Марино           | 5:0      | 6.000     |
| 9. септембар 2009.  | Квалификације за СП 2010. | Пољска               | 3:0      | 12.435    |
| 18. новембар 2009.  | Квалификације за СП 2010. | Русија               | 1:0      | 12.510    |
| 3. март 2010.       | Пријатељска               | Катар                | 4:1      | 4.900     |
| 4. јун 2010.        | Пријатељска               | Нови Зеланд          | 3:1      | 10.965    |
| 3. септембар 2010.  | Квалификације за ЕП 2012. | Северна Ирска        | 0:1      | 12.435    |
| 7. јун 2011.        | Пријатељска               | Република Македонија |          |           |
| 11. октобар 2011.   | Квалификације за ЕП 2012. | Србија               |          |           |

## Важни фудбалски мечеви

### Финала Суперкупа и Купа Словеније
| Датум         | Такмичење          | Домаћин      | Гост         | Резултат | Гледалаца |
| ------------- | ------------------ | ------------ | ------------ | -------- | --------- |
| 15. јун 1994. | Куп Словеније      | НК Марибор   | НК Мура      | 3:12     | 4.500     |
| 9. јун 1997.  | Куп Словеније      | НК Марибор   | НК Приморје  | 3:02     | 5.000     |
| 16. јун 1999. | Куп Словеније      | НК Марибор   | НК Олимпија  | 2:02     | 6.500     |
| 19. мај 2004. | Куп Словеније      | НК Марибор   | НК Дравоград | 4:01     | 1.500     |
| 30. мај 2009. | Куп Словеније      | НК Интерблок | ФК Копар     | 2:1      | 2.500     |
| 8. јул 2009.  | Суперкуп Словеније | НК Марибор   | НК Интерблок | 3:2 пр.  | 2.300     |
| 8. мај 2010.  | Куп Словеније      | НК Марибор   | НК Домжале   | 3:2 пр.  | 6.000     |
| 9. јул 2010.  | Суперкуп Словеније | ФК Копар     | НК Марибор   | 5:4 пен. | 2.000     |

11. меч -- 22. меч

### Познати мечеви НК Марибор
Уочи 50-годишњице НК Марибор званични сајт клуба је представио четири легендарне утакмице у историји клуба игране на Људском врту.

#### Прва утакмица на Људском врту
Марибор је прву утакмицу на Људском врту играо у квалификацијама за Другу савезну лигу, упркос чињеници да је главна трибина још увек била у изградњи. Главни разлог за такву одлуку је тај што је терен на Људском врту био у много бољем стању него на старом стадиону Марибора.
| Марибор                                  | 3 – 2    | Младост Забок                        |
| ---------------------------------------- | -------- | ------------------------------------ |
| Блазник 24’ · Толич 33’ · Чех 66’ (пен.) | Извештај | Донко 17’ (аг.) · Јеремић 60’ (пен.) |

Напомена: Заставе указују на данашње државе из којих су клубови. До 1991. оба клуба су била у СФР Југославији

#### Највећа посета
Дана 8. јула 1973. Марибор је играо први меч квалификација против Пролетера из Зрењанина за улазак у Прву лигу Југославије. На трибинама је било 20.000 гледалаца, што је и даље рекорд у историји клуба, као и један од рекорда у словеначком фудбалу.
| Марибор                                  | 3 – 1    | Пролетер Зрењанин |
| ---------------------------------------- | -------- | ----------------- |
| Бинковски 5’ · Хорјак 6’ · Вучековић 65’ | Извештај | Видовић 31’       |

Напомена: Заставе указују на данашње државе из којих су клубови. До 1991. оба клуба су била у СФР Југославији

#### Улазак у Лигу шампиона
У квалификацијама за Лигу шампиона 1999/00. Марибор је играо против Олимпик Лиона. У првом мечу у Лиону Марибор је направио изненађење и победио са 1:0. Други меч је био заказан за 25. август 1999. и потражња за картама је била толико велика да је клуб могао да прода више од 30.000 карата, али капацитет стадиона је тада био само 7.500 места.
| Марибор                   | 2 – 0    | Олимпик Лион |
| ------------------------- | -------- | ------------ |
| Шимунџа 24’ · Балајић 44’ | Извештај |              |

#### Први меч на новом Људском врту
Први меч на новом Људском врту, након велике реконструкције, је одигран 10. маја 2008. између Марибора и Нафте.
| Марибор                                 | 3 – 1    | Нафта   |
| --------------------------------------- | -------- | ------- |
| Павлович 24’ · Нилтон 42’ · Таварес 59’ | Извештај | Вас 19’ |

## Галерија
- Виоле Марибор (2008)